# Campionato mondiale di motocross 2015
Il campionato mondiale di motocross 2015 è la cinquantanovesima edizione del campionato mondiale di motocross.

## MXGP

### Piloti e Team
| Team                                     | Costruttore | N°  | Pilota                | Round                |
| ---------------------------------------- | ----------- | --- | --------------------- | -------------------- |
| Monster Energy Kawasaki Racing Team      | Kawasaki    | 2   | Ryan Villopoto        | 1–4                  |
| Monster Energy Kawasaki Racing Team      | Kawasaki    | 28  | Tyla Rattray          | 1–18                 |
| Monster Energy Kawasaki Racing Team      | Kawasaki    | 35  | Josh Grant            | 18                   |
| Monster Energy Kawasaki Racing Team      | Kawasaki    | 121 | Xavier Boog           | 7–8                  |
| Monster Energy Kawasaki Racing Team      | Kawasaki    | 138 | Steven Frossard       | 12, 15               |
| GM Racing                                | Husqvarna   | 8   | Mike Vanderstraeten   | 5, 14–15             |
| Red Bull KTM Factory Racing              | KTM         | 9   | Ken De Dycker         | 1–10                 |
| Red Bull KTM Factory Racing              | KTM         | 100 | Tommy Searle          | 1–2, 4–6, 11–14, 18  |
| Red Bull KTM Factory Racing              | KTM         | 222 | Antonio Cairoli       | 1–12, 18             |
| 24MX Honda                               | Honda       | 11  | Filip Bengtsson       | 1–6, 11–16           |
| 24MX Honda                               | Honda       | 23  | Christophe Charlier   | 1–16                 |
| Red Bull IceOne Husqvarna Factory Racing | Husqvarna   | 12  | Max Nagl              | 1–10, 15–18          |
| Red Bull IceOne Husqvarna Factory Racing | Husqvarna   | 47  | Todd Waters           | 1–18                 |
| Red Bull IceOne Husqvarna Factory Racing | Husqvarna   | 991 | Nathan Watson         | 1–3, 11–16           |
| GK Kawasaki                              | Kawasaki    | 13  | Mike Gijsbertsen      | 16                   |
| Marchetti KTM                            | KTM         | 17  | José Butrón           | 1–18                 |
| DP19 Racing                              | Yamaha      | 19  | David Philippaerts    | 1–13, 15–16          |
| Sturm Racing Kawasaki                    | Kawasaki    | 20  | Gregory Aranda        | 4, 8, 10, 13         |
| Team HRC                                 | Honda       | 21  | Gautier Paulin        | 1–18                 |
| Team HRC                                 | Honda       | 777 | Evgeny Borbryshev     | 1–18                 |
| Suzuki World MXGP                        | Suzuki      | 22  | Kevin Strijbos        | 1–2, 6, 9–14         |
| Suzuki World MXGP                        | Suzuki      | 25  | Clément Desalle       | 1–9, 13–14           |
| Hitachi Construction Machinery Revo KTM  | KTM         | 24  | Shaun Simpson         | 1–18                 |
| Speedequipement Racing Sports            | Suzuki      | 26  | Rasmus Sjoberg        | 11                   |
|                                          | Yamaha      | 31  | Chaiyan Romphan       | 2                    |
| Tip Top Racing Team                      | Yamaha      | 32  | Milko Potisek         |                      |
|                                          | Honda       | 36  | Arnon Theplib         | 2                    |
|                                          | Honda       | 37  | Marcos Guiral         | 3                    |
|                                          | Honda       | 38  | Panagiotis Kouzis     | 10–11, 13–14         |
| TM Racing Factory Team                   | TM          | 39  | Davide Guarneri       | 1–7, 12–16, 18       |
| LPE Kawasaki                             | Kawasaki    | 40  | Tanel Leok            | 4–5, 12, 14          |
| Team Massignani Honda                    | Honda       | 43  | Davide de Bortoli     | 4                    |
| Team Massignani Honda                    | Honda       | 690 | Federico Bracesco     | 15                   |
| Wilvo Forkrent KTM                       | KTM         | 45  | Jake Nicholls         | 11–14                |
| Wilvo Forkrent KTM                       | KTM         | 183 | Steven Frossard       | 1–9                  |
| Wilvo Forkrent KTM                       | KTM         | 811 | Adam Sterry           | 17–18                |
| BRT KTM                                  | KTM         | 50  | Martin Barr           | 5                    |
| Heads and Threads Suzuki                 | Suzuki      | 55  | Graeme Irwin          | 7                    |
| KTM Motocross Racing Team                | KTM         | 56  | Kirk Gibbs            | 18                   |
|                                          | Honda       | 58  | Nicolás Carranza      | 3                    |
| 62 Motorsport Husqvarna                  | Husqvarna   | 62  | Klemen Gercar         | 4, 6–10, 13–16       |
| HSF Logistics/JTX Racing                 | KTM         | 63  | Ceriel Klein Kromhof  | 5                    |
|                                          | Yamaha      | 66  | Marco Schmit          | 3                    |
|                                          | Kawasaki    | 73  | Gastón Barreyra       | 3                    |
| Team Assomotor                           | Honda       | 77  | Alessandro Lupino     | 1–12                 |
| Team Assomotor                           | Honda       | 400 | Kei Yamamoto          | 1–18                 |
| Yamaha Factory Racing                    | Yamaha      | 89  | Jeremy van Horebeek   | 1–4, 7–18            |
| Yamaha Factory Racing                    | Yamaha      | 461 | Romain Febvre         | 1–18                 |
|                                          | KTM         | 90  | Nick Triest           | 5                    |
|                                          | Kawasaki    | 96  | Alexis Garza          | 17                   |
| Penrite Honda Racing                     | Honda       | 101 | Ben Townley           | 18                   |
| Penrite Honda Racing                     | Honda       | 902 | Cody Cooper           | 18                   |
| Pro Tork Racing Team                     | Kawasaki    | 103 | Antonio Balbi         | 18                   |
| Team JE68                                | KTM         | 104 | Kim Lindstrom         | 11                   |
| Wilvo Nestaan Husqvarna Factory Racing   | Husqvarna   | 111 | Dean Ferris           | 1–8, 10–18           |
| GL12 Racing                              | Yamaha      | 112 | Lewis Gregory         | 7                    |
| BTO Sports KTM                           | KTM         | 118 | Davi Millsaps         | 18                   |
| 2b Yamaha                                | Yamaha      | 120 | Cedric Soubeyras      | 4, 8                 |
| Bud Racing Kawasaki                      | Kawasaki    | 121 | Xavier Boog           | 4–6                  |
|                                          | KTM         | 123 | Yutaka Hoshino        | 2                    |
| KTM Factory Racing USA                   | KTM         | 125 | Marvin Musquin        | 18                   |
| KTM Factory Racing USA                   | KTM         | 215 | Dean Wilson           | 18                   |
|                                          | Suzuki      | 147 | Jesper Jonsson        | 11, 18               |
| Castrol Power1 Suzuki                    | Suzuki      | 149 | Dennis Ullrich        | 4–8, 10–11, 13–14    |
| Sarholz KTM                              | KTM         | 156 | Angus Heidecke        | 4–5, 8, 10–11, 13–16 |
|                                          | Suzuki      | 159 | Eduardo Martínez      | 17                   |
| KMP Honda                                | Honda       | 167 | Stuart Edmonds        | 10, 16               |
| KMP Honda                                | Honda       | 926 | Jeremy Delince        | 10, 16               |
| Team Caparvi                             | Yamaha      | 173 | Pier Filippo Bertuzzo | 4, 8–10, 13, 15      |
| JK Racing Yamaha                         | Yamaha      | 174 | Alfie Smith           | 15                   |
| JK Racing Yamaha                         | Yamaha      | 177 | Paul Coates           | 1–2                  |
| Star Racing Yamaha                       | Yamaha      | 175 | Cooper Webb           | 18                   |
|                                          | Honda       | 181 | Demián Villar         | 3                    |
|                                          | KTM         | 185 | Kevin Wouts           | 16                   |
|                                          | Yamaha      | 191 | Daiki Kamakura        | 2                    |
| GDI Husqvarna                            | Husqvarna   | 194 | Rick Satink           | 5                    |
| SDS Racing                               | Yamaha      | 212 | Jeffrey Dewulf        | 5, 8, 14, 16         |
|                                          | Kawsaki     | 214 | Samuel Zeni           | 4                    |
| Honda Racing Estonia                     | Honda       | 221 | Priit Ratsep          | 14                   |
|                                          | Kawasaki    | 224 | Morgan Jacquelin      | 8                    |
|                                          | Yamaha      | 225 | Eduardo Andrade       | 17                   |
| Tibro MC-Service                         | Honda       | 231 | Nicklas Gustavsson    | 11                   |
| Fury Moto                                | Kawasaki    | 250 | Richard Fura          | 7                    |
| Team Suzuki Europe Motocross             | Suzuki      | 259 | Glenn Coldenhoff      | 1–18                 |
|                                          | Suzuki      | 287 | Kyle Engle            | 15–16                |
|                                          | Yamaha      | 289 | Matevz Irt            | 9, 15                |
| Rockstar Energy Husqvarna Factory        | Husqvarna   | 312 | Jason Anderson        | 18                   |
| Buildbase Honda                          | Honda       | 337 | Gert Krestinov        | 14                   |
| Jimmy Joe Husqvarna                      | Husqvarna   | 349 | Nikolaj Larsen        | 16                   |
|                                          | Suzuki      | 410 | Braian Selles         | 3                    |
|                                          | Yamaha      | 411 | Ezequiel Fanello      | 3                    |
|                                          | Kawasaki    | 447 | Deven Raper           | 18                   |
| Cand D Motorsports                       | KTM         | 453 | Jordan Reynolds       | 18                   |
| JB Racing                                | Honda       | 474 | Bryan Boulard         | 15–16                |
| RMX Honda                                | Honda       | 482 | Riley Brough          | 18                   |
|                                          | Suzuki      | 494 | Flávio Sastre         | 3                    |
| SLMX School 505                          | Kawasaki    | 505 | Sean Lipanovich       | 18                   |
|                                          | Honda       | 512 | Franco Calveras       | 3                    |
|                                          | Yamaha      | 515 | Kim Schaffter         | 8                    |
|                                          | Suzuki      | 520 | Donovan Garcia        | 17                   |
|                                          | Honda       | 525 | Andres Benenaula      | 17                   |
|                                          | Kawasaki    | 600 | Davis Ivanovs         | 4, 7, 11–12          |
| Aguilar Racing                           | Suzuki      | 631 | Justiniano Romero     | 17                   |
| Compressio Generation Services           | Honda       | 655 | John Pauk             | 18                   |
|                                          | Kawasaki    | 713 | Anthony Guidolin      | 8                    |
| KTM UAE                                  | KTM         | 731 | Jake Shipton          | 1                    |
| BELOGORIE Russia Racing                  | KTM         | 742 | Maxim Nazarov         | 12                   |
|                                          | Honda       | 750 | Jared Hicks           | 18                   |
| Motoconcepts/Smartop Suzuki              | Suzuki      | 800 | Mike Alessi           | 7–8                  |
| Team Dirt Candy                          | Suzuki      | 869 | Robert Lind           | 18                   |
| SR Motoblouz                             | Honda       | 871 | Fabien Izoird         | 8                    |
|                                          | KTM         | 893 | Joaquín Poli          | 3                    |
|                                          | Suzuki      | 901 | Joaquín Fernández     | 3                    |
| OB1 Motorsport                           | Suzuki      | 903 | Nicolas Aubin         | 8–9                  |
| Cofain Racing KTM                        | KTM         | 909 | Lukas Neurauter       | 10, 13               |
|                                          | Kawasaki    | 912 | Eric Riesle           | 3                    |
|                                          | Kawasaki    | 921 | Óscar Riesle          | 3                    |
|                                          | Suzuki      | 925 | Jeremías Fernández    | 3                    |
| LM952                                    | Suzuki      | 952 | Ludovic Macler        | 15–16                |
|                                          | KTM         | 957 | Jake Preston          | 1                    |
|                                          | Suzuki      | 969 | Shawn Rhinehart       | 18                   |
| Team Honda MX Sweden                     | Honda       | 996 | Filip Thuresson       | 11                   |
| MX Racing Team                           | Husqvarna   | 999 | Rui Gonçalves         | 1–7, 16              |

| Legenda            |
| ------------------ |
| Pilota wildcard    |
| Pilota sostitutivo |

### Calendario
fonte: The official 2015 FIM Motocross World Championship calendar
| Data         | Gran Premio    | Località             | Vincitore Gara 1 | Vincitore Gara 2 | Vincitore GP     |
| ------------ | -------------- | -------------------- | ---------------- | ---------------- | ---------------- |
| 28 febbraio  | Qatar          | Circuito di Losail   | Maximilian Nagl  | Maximilian Nagl  | Maximilian Nagl  |
| 8 marzo      | Thailandia     | Nakhonchaisri        | Ryan Villopoto   | Antonio Cairoli  | Ryan Villopoto   |
| 29 marzo     | Argentina      | Neuquén              | Clément Desalle  | Maximilian Nagl  | Maximilian Nagl  |
| 19 aprile    | Italia         | Arco di Trento       | Antonio Cairoli  | Maximilian Nagl  | Maximilian Nagl  |
| 26 aprile    | Unione europea | Valkenswaard         | Gautier Paulin   | Gautier Paulin   | Gautier Paulin   |
| 10 maggio    | Spagna         | Talavera de la Reina | Maximilian Nagl  | Antonio Cairoli  | Antonio Cairoli  |
| 24 maggio    | Regno Unito    | Matterley Basin      | Antonio Cairoli  | Romain Febvre    | Antonio Cairoli  |
| 31 maggio    | Francia        | Villars-sous-Écot    | Antonio Cairoli  | Romain Febvre    | Romain Febvre    |
| 14 giugno    | Italia         | Maggiora             | Romain Febvre    | Kevin Strijbos   | Romain Febvre    |
| 21 giugno    | Germania       | Teutschenthal        | Romain Febvre    | Gautier Paulin   | Romain Febvre    |
| 5 luglio     | Svezia         | Uddevalla            | Romain Febvre    | Romain Febvre    | Romain Febvre    |
| 12 luglio    | Lettonia       | Ķegums               | Glenn Coldenhoff | Romain Febvre    | Glenn Coldenhoff |
| 26 luglio    | Rep. Ceca      | Loket                | Romain Febvre    | Romain Febvre    | Romain Febvre    |
| 2 agosto     | Belgio         | Lommel               | Shaun Simpson    | Shaun Simpson    | Shaun Simpson    |
| 23 agosto    | Italia         | Mantova              | Romain Febvre    | Romain Febvre    | Romain Febvre    |
| 30 agosto    | Paesi Bassi    | Assen                | Shaun Simpson    | Romain Febvre    | Shaun Simpson    |
| 13 settembre | Messico        | León                 | Romain Febvre    | Romain Febvre    | Romain Febvre    |
| 20 settembre | Stati Uniti    | Glen Helen           | Romain Febvre    | Romain Febvre    | Romain Febvre    |

### Classifiche finali

#### Piloti
| Pos. | Pilota              | Moto      | Punti |
| ---- | ------------------- | --------- | ----- |
| 1    | Romain Febvre       | Yamaha    | 735   |
| 2    | Gautier Paulin      | Honda     | 592   |
| 3    | Evgeny Bobryshev    | Honda     | 567   |
| 4    | Shaun Simpson       | KTM       | 481   |
| 5    | Jeremy Van Horebeek | Yamaha    | 449   |
| 6    | Maximilian Nagl     | Husqvarna | 442   |
| 7    | Antonio Cairoli     | KTM       | 432   |
| 8    | Glenn Coldenhoff    | Suzuki    | 423   |
| 9    | Todd Waters         | Husqvarna | 354   |
| 10   | Clément Desalle     | Suzuki    | 331   |

#### Costruttori
| Pos. | Costruttore | Punti |
| ---- | ----------- | ----- |
| 1    | Yamaha      | 743   |
| 2    | KTM         | 706   |
| 3    | Suzuki      | 678   |
| 4    | Honda       | 678   |
| 5    | Husqvarna   | 630   |
| 6    | Kawasaki    | 439   |
| 7    | TM          | 139   |

## MX2

### Calendario
| Data         | Gran Premio    | Località             | Vincitore Gara 1 | Vincitore Gara 2 | Vincitore GP     |
| ------------ | -------------- | -------------------- | ---------------- | ---------------- | ---------------- |
| 28 febbraio  | Qatar          | Circuito di Losail   | Jeffrey Herlings | Jeffrey Herlings | Jeffrey Herlings |
| 8 marzo      | Thailandia     | Nakhonchaisri        | Jeffrey Herlings | Jeffrey Herlings | Jeffrey Herlings |
| 29 marzo     | Argentina      | Neuquén              | Dylan Ferrandis  | Jeffrey Herlings | Dylan Ferrandis  |
| 19 aprile    | Italia         | Arco di Trento       | Jeffrey Herlings | Tim Gajser       | Tim Gajser       |
| 26 aprile    | Unione europea | Valkenswaard         | Jeffrey Herlings | Jeffrey Herlings | Jeffrey Herlings |
| 10 maggio    | Spagna         | Talavera de la Reina | Jeffrey Herlings | Valentin Guillod | Valentin Guillod |
| 24 maggio    | Regno Unito    | Matterley Basin      | Jeffrey Herlings | Valentin Guillod | Valentin Guillod |
| 31 maggio    | Francia        | Villars-sous-Écot    | Jeffrey Herlings | Jeffrey Herlings | Jeffrey Herlings |
| 14 giugno    | Italia         | Maggiora             | Aleksandr Tonkov | Jeffrey Herlings | Tim Gajser       |
| 21 giugno    | Germania       | Teutschenthal        | Tim Gajser       | Max Anstie       | Tim Gajser       |
| 5 luglio     | Svezia         | Uddevalla            | Jeffrey Herlings | Tim Gajser       | Tim Gajser       |
| 12 luglio    | Lettonia       | Ķegums               | Max Anstie       | Max Anstie       | Max Anstie       |
| 26 luglio    | Rep. Ceca      | Loket                | Max Anstie       | Valentin Guillod | Valentin Guillod |
| 2 agosto     | Belgio         | Lommel               | Max Anstie       | Max Anstie       | Max Anstie       |
| 23 agosto    | Italia         | Mantova              | Max Anstie       | Max Anstie       | Max Anstie       |
| 30 agosto    | Paesi Bassi    | Assen                | Tim Gajser       | Max Anstie       | Tim Gajser       |
| 13 settembre | Messico        | León                 | Paul Jonass      | Thomas Covington | Thomas Covington |
| 20 settembre | Stati Uniti    | Glen Helen           | Jessy Nelson     | Jessy Nelson     | Jessy Nelson     |

### Classifiche finali

#### Piloti
| Pos. | Pilota           | Moto     | Punti |
| ---- | ---------------- | -------- | ----- |
| 1    | Tim Gajser       | Honda    | 589   |
| 2    | Paul Jonass      | KTM      | 564   |
| 3    | Max Anstie       | Kawasaki | 537   |
| 4    | Valentin Guillod | Yamaha   | 511   |
| 5    | Jeremy Seewer    | Suzuki   | 496   |
| 6    | Julien Lieber    | Yamaha   | 430   |
| 7    | Jeffrey Herlings | KTM      | 423   |
| 8    | Jordi Tixier     | Kawasaki | 393   |
| 9    | Benoit Paturel   | Yamaha   | 376   |
| 10   | Petar Petrov     | Kawasaki | 324   |

#### Costruttori
| Pos. | Costruttore | Punti |
| ---- | ----------- | ----- |
| 1    | KTM         | 779   |
| 2    | Kawasaki    | 755   |
| 3    | Yamaha      | 645   |
| 4    | Honda       | 630   |
| 5    | Suzuki      | 497   |
| 6    | Husqvarna   | 444   |
| 7    | TM          | 113   |